# Inga jaunechensis
Espèce
Statut de conservation UICN

 EN  : En danger
Inga jaunechensis est une espèce de plantes à fleurs du genre Inga de la famille des Fabaceae.